# Maria Trujillo
Maria Trujillo (Geburtsname María Trujillo Tenorio de Rios; * 19. Oktober 1959) ist eine ehemalige US-amerikanische Marathonläuferin mexikanischer Herkunft.
1983 wurde sie Neunte beim Boston-Marathon und Elfte beim New-York-City-Marathon.
Bei den Olympischen Spielen 1984 in Los Angeles kam sie auf den 25. Platz.
Einem zwölften Platz beim Chicago-Marathon 1985 folgten im Jahr darauf ein fünfter Platz beim Hamburg-Marathon, ein Sieg beim San-Francisco-Marathon und ein dritter Platz beim California International Marathon. 1987 wurde sie Dritte beim Los-Angeles-Marathon, Zweite beim Australian Marathon und gewann den Columbus-Marathon.
Kurz nachdem sie die US-Staatsangehörigkeit erhalten hatte, startete sie beim US-Ausscheidungskampf (Trials) für die Olympischen Spiele 1988 in Seoul und belegte den 16. Platz. Zum Jahresende wurde sie Fünfte in Columbus.
1989 wurde sie Dritte beim Houston-Marathon, Sechste beim Pittsburgh-Marathon und Zweite in Columbus. 1990 siegte sie in Houston und wurde Dritte beim Boston-Marathon mit ihrer persönlichen Bestzeit von 2:28:53 h. Im darauffolgenden Jahr wurde sie Sechste in Los Angeles, wurde als Gesamtsiegerin beim Long-Beach-Marathon US-Meisterin und lief bei den Weltmeisterschaften 1991 in Tokio auf Rang 14 ein. 1992 wurde sie Siebte bei den im Rahmen des Houston-Marathons ausgetragenen Trials für die Olympischen Spiele in Barcelona, Zweite in Long Beach und Dritte in Pittsburgh. 1993 wurde sie jeweils Zweite in San Francisco und beim Dallas-Marathon, und 1994 wurde sie Neunte beim Grandma’s Marathon und Siebte in Chicago.
1995 siegte sie in Long Beach, bei den Panamerikanischen Spielen in Mar del Plata und wurde Dritte beim California International Marathon. Einem dritten Platz beim São-Paulo-Marathon 1996 folgten im Jahr darauf ein 16. Platz in Boston, ein Sieg beim Silicon Valley Marathon und ein fünfter Platz beim California International Marathon.
1998 wurde sie jeweils Fünfte in Houston und beim Rock ’n’ Roll Marathon und Zweite in San Francisco.
Bei den Weltmeisterschaften 1999 in Sevilla kam sie auf den 35. Platz.
Bei den US-Trials für die Olympischen Spiele 2000 in Sydney wurde sie Zwölfte, bei den US-Trials für die Olympischen Spiele 2004 in Athen belegte sie den 89. Platz.